# La Riforma Sociale
La Riforma Sociale. Rassegna di scienze sociali e politiche è un periodico italiano fondato nel 1894, la cui pubblicazione cessò nel 1935.

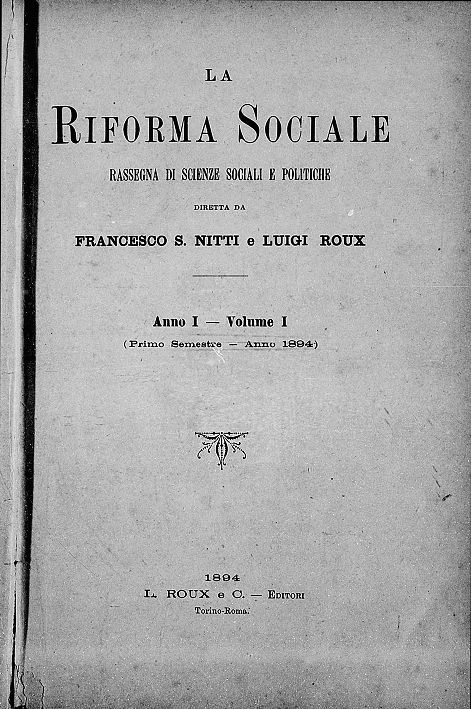
Riforma Sociale a. 1, n. 1

Fondata nel 1894 e diretta da Francesco Saverio Nitti e Luigi Roux, dal dicembre 1902 Luigi Einaudi, già in precedenza redattore, fu promosso condirettore. Einaudi fu direttore unico dal 1908 fino all’aprile 1935, quando la pubblicazione cessò a causa della sua opposizione al regime fascista.
Del Comitato direttivo della rivista fecero parte, tra gli altri, Alberto Geisser, Giuseppe Prato, Pasquale Jannaccone, Achille Loria e Gaetano Mosca. Altri collaboratori assidui furono Alessandro Schiavi, Riccardo Bachi, Roberto Michels e Gino Borgatta.
Fu una rivista originale per il periodo, con un respiro internazionale per i contributi pubblicati da intellettuali, economisti, sociologi e politologi di formazione e idee eterogenee, interessata all’evoluzione della società italiana, europea e mondiale e all’attualità economico-sociale.

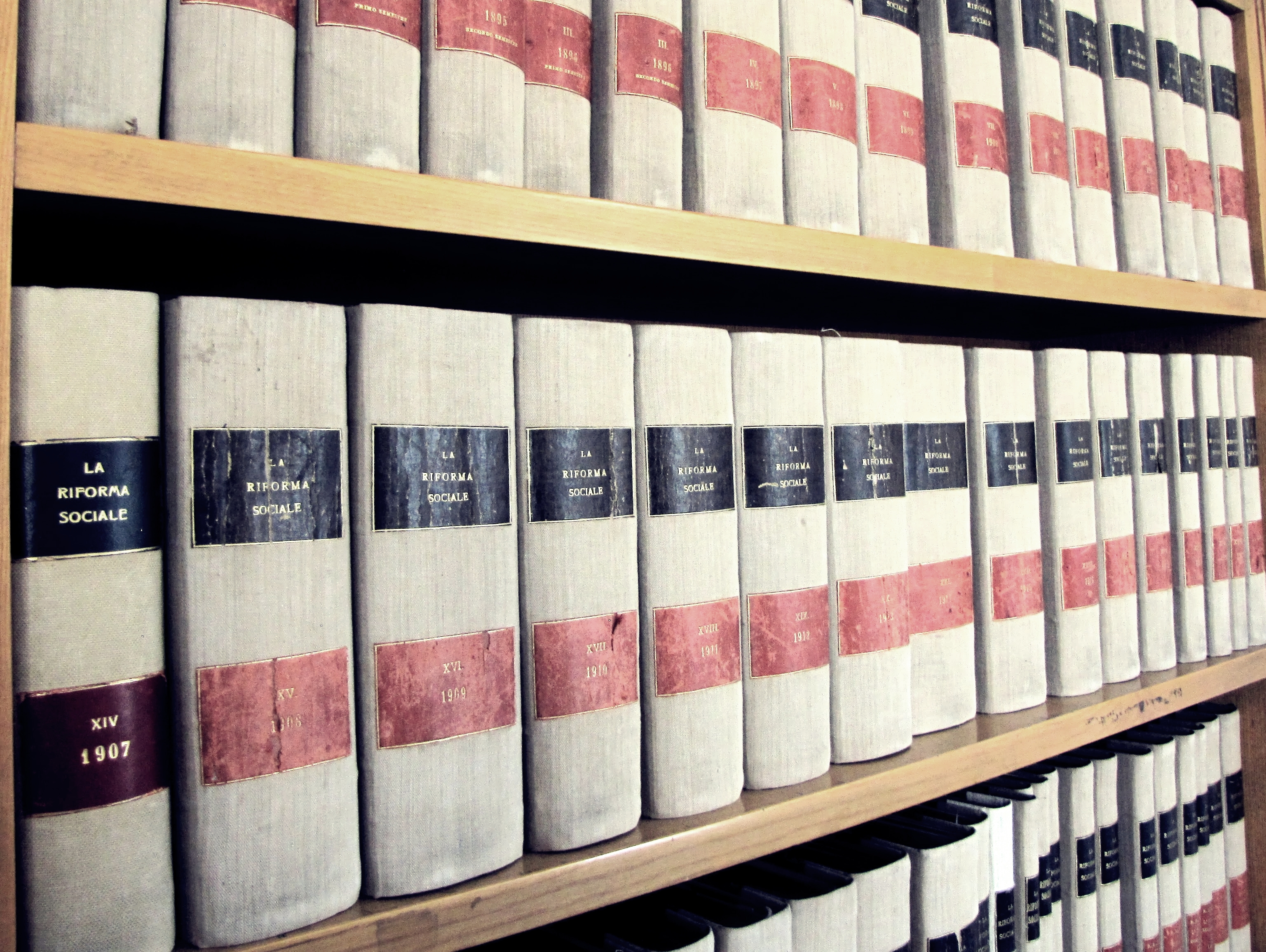
Riforma sociale